# Scuderia Corse
Scuderia Corse – amerykański zespół wyścigowy, założony w 2011 roku z siedzibą w Van Nuys. W historii startów zespół pojawiał się w stawce Rolex Series GT, North American Ferrari Challenge Series, Ferrari Challenge, Pirelli World Challenge, FIA World Endurance Championship, 24-godzinnym wyścigu Le Mans oraz United SportsCar Championship. Siedziba zespołu znajduje się w Riviera Beach na Florydzie.